# Мегера
Мегера (грч. Μέγαιρα) је у грчкој митологији била једна од три Ериније, богиња освете и проклетства. Као и друге две сестре рођена је од капи крви Урана када га је његов син Крон кастрирао.
Њихов су пандан у римској митологији Фурије (лат. Furiae), а у словенској Суђаје.

## Етимологија
Њено име је настало из речи megairo, што значи „гунђати, завидети или бити киван“ и тумачи се као „бес због љубоморе“.

## Митологија
Она је сматрана трећом еринијом; симболисала је велику свађу и док је прва, Алекто стварала бес без паузе, друга, Тисифона је изазивала навалу речи, Мегера је распиривала свађу. Вергилије у „Енејиди“ ју је описао као „паклену“, која се, заједно са својим сестрама, увијала као змија и имала крила брза као ветар. Сенека је њу и њене сестре описивао као Хадове слушкиње, а Мегеру је навео као вођу, са змијама уместо косе, која би својом поганом руком узела нарамак са ломаче како би све три витлале запаљеним бакљама.